# (100086) 1992 UG7
(100086) 1992 UG7 es un asteroide perteneciente al cinturón de asteroides, descubierto el 18 de octubre de 1992 por el equipo del Spacewatch desde el Observatorio Nacional de Kitt Peak, Arizona, Estados Unidos.